# Järnskogs församling
Järnskogs församling var en församling i Karlstads stift och i Eda kommun. Församlingen uppgick 2010 i Järnskog-Skillingmarks församling.

## Administrativ historik
Församlingen har medeltida ursprung.
Församlingen var till 2010 annexförsamling i pastoratet Köla, Järnskog och Skillingmark som till 1879 även omfattade Eda församling. Församlingen uppgick 2010 i Järnskog-Skillingmarks församling.

## Kyrkor
- Järnskogs kyrka